# Samuel Anton Bach
Samuel Anton Jacob Bach (Meiningen, 1713 – Meiningen, 29 marzo 1781) è stato un organista tedesco.
Figlio di Johann Ludwig Bach, fu avvocato e in seguito, con gli insegnamenti che suo padre gli diede, nel 1746 accettò la posizione di organista e cancelliere di Meiningen. Fece una carriera amministrativa eccezionale negli anni seguenti.